# Pittore delle iscrizioni
Pittore delle iscrizioni (fl. 560 a.C. / 530 a.C.) è il nome convenzionale assegnato ad un ceramografo calcidese attivo a Rhegion (oggi Reggio Calabria), città magnogreca.

## Stile
Considerato caposcuola dello stile che Andreas Rumpf, lo studioso che per primo lo ha individuato e classificato, ha chiamato calcidese, il Pittore delle iscrizioni ha decorato a figure nere vasi di grandi dimensioni come anfore, hydriai, e crateri. Ancora non si conoscono le sue origini; si ritengono opere già mature quelle fino ad oggi attribuite, quindi rimane sconosciuto il periodo di formazione dell'autore; il nome deriva dalle iscrizioni in alfabeto calcidese presenti nel gruppo di vasi a lui attribuiti e chiamato Gruppo delle anfore iscritte.
Il Pittore delle iscrizioni è dotato di un originale senso decorativo, che assegna maggiore importanza alle ampie zone colorate rispetto ai contorni e ai dettagli interni delle figure; anche il rapporto tra la forma e la decorazione, tra le zone chiare non dipinte e gli scuri della rappresentazione sono resi in modo attento ed equilibrato. Le influenze corinzie sono numerose, ma giunte attraverso la mediazione attica.

## Attività

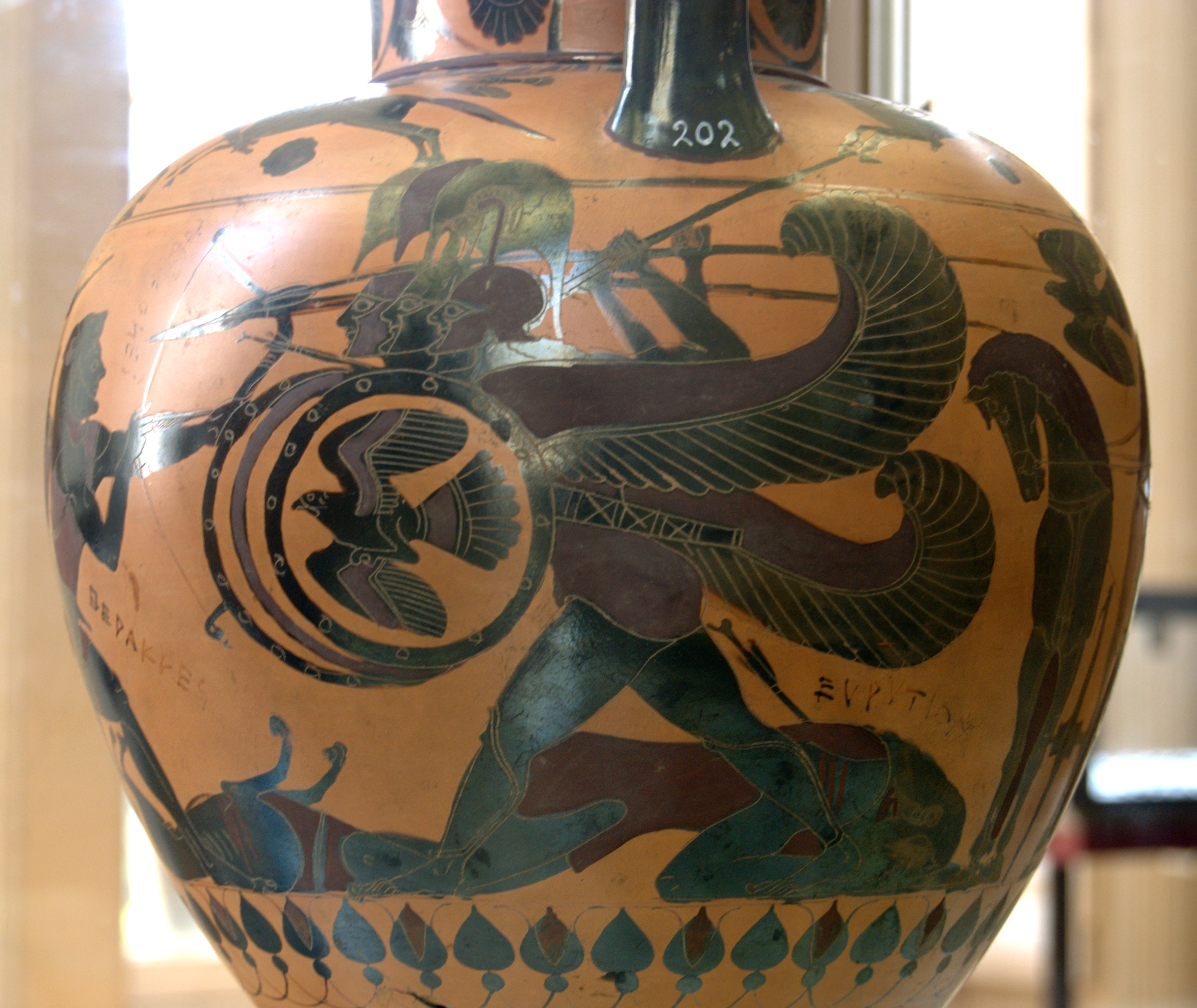
Anfora, combattimento tra Eracle e Gerione, Parigi, Cabinet des médailles 202.

L'anfora-psykter proveniente da Caere, chiamata Psykter Castellani e ora nel Museo di Villa Giulia a Roma (n. inv. 50410), è una delle opere più antiche, datata a poco prima del 550 a.C. Sembra derivare dai vasi corinzi per l'uso di stendere il bianco direttamente sull'argilla  e per il tipo di decorazione presente sul mantello che copre le tre dee (lato B, Giudizio di Paride), ma la decorazione stessa e il pelo sul corpo del satiro (lato A), finemente incisi, rimandano ai modelli attici, così come il bianco steso sulla vernice nera nel trattamento dei volti delle tre dee (lo si vedrà anche nel gruppo dei buoi sull'anfora di Gerione). La forma è rara e rinvenuta solo in Etruria e le scene sono dotate di efficace sintesi narrativa.
A un periodo immediatamente successivo, 550-540 a.C. circa, viene assegnata l'anfora con la scena della battaglia tra Eracle e Gerione, proveniente da Vulci e ora al Cabinet des médailles di Parigi (n. inv. 202). Come nel caso precedente, l'opera indica un autore già maturo per la composizione originale della scena disposta entro la tradizionale larga fascia figurativa; le figure sono rappresentate con ampie e piatte zone colorate e scarsi dettagli interni, assumendo così un forte valore decorativo, ma la scena della lotta è comunque dotata di movimento, accentuato dal contrasto con i gruppi calmi e immobili dai quali è circondata.

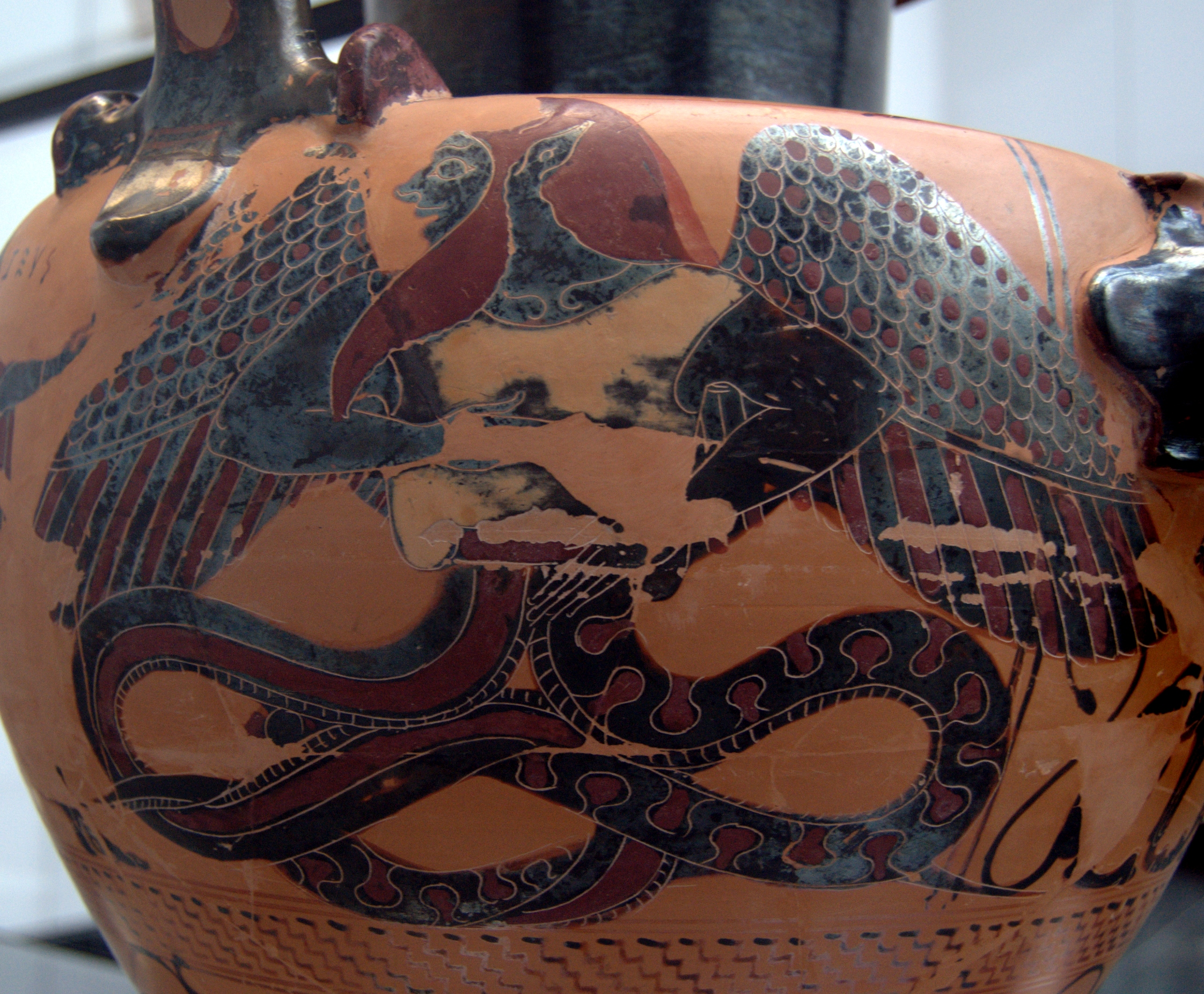
Hydria, Tifone, Monaco di Baviera, Antikensammlungen 596.

Datati al 530 a.C. circa sono il cratere a colonnette conservato al  Martin von Wagner Museum di Würzburg (n. inv. 160) con le coppie omeriche Elena e Paride, Andromaca ed Ettore e l'hydria di Monaco di Baviera (Antikensammlungen 596) con la lotta tra  Peleo e Atalanta su un lato e quella tra Zeus e Tifone sull'altro. In queste opere più recenti, le tendenze decorative del Pittore delle iscrizioni aumentano anche indotte dai soggetti (si veda il corpo del gigante Tifone) che vengono disposti in modo paratattico a discapito dell'aspetto narrativo. Stilisticamente assimilabili a queste opere sono l'anfora n. 203 del Cabinet des médailles con la partenza del guerriero, il cratere  n. 315 di Würzburg con la partenza di Ettore e Paride, fino ai vasi  146 e 147 di Würzburg, che sono eminentemente decorativi. La datazione di queste opere alla fase più recente è stata assegnata su base stilistica accostando alcuni elementi come il mantello di Zeus sull'hydria di Monaco o le vesti di Elena e Andromaca sul cratere di Würzburg  a quelli che si trovano in Attica durante la fase di transizione dalle figure nere alle figure rosse.